# Sanmarinski evrokovanci
Evrokovanci San Marina imajo na vsakem kovancu drugačen motiv. Na vseh pa je napis San Marino in 12 zvezd EU-ja. 
Za prednjo stran kovance, ki je skupna v vseh državah, glej evrokovanci.

## Podoba sanmarinskih evrokovancev

### 1. serija
| Sanmarinski evrokovanci (2002) – zadnja stran | Sanmarinski evrokovanci (2002) – zadnja stran | Sanmarinski evrokovanci (2002) – zadnja stran                       |
| 0,01 €                                        | 0,02 €                                        | 0,05 €                                                              |
| --------------------------------------------- | --------------------------------------------- | ------------------------------------------------------------------- |
|                                               |                                               |                                                                     |
| Tretji stolp Il Montale                       | Kip svobode, San Marino (Stefano Galletti)    | Prvi stolp La Guaita                                                |
| 0,1 €                                         | 0,2 €                                         | 0,5 €                                                               |
|                                               |                                               |                                                                     |
| Bazilika sv. Marina, San Marino               | Sveti Marin po sliki iz Guercinove šole       | Trije stolpi: La Guaita, La Cesta in Il Montale                     |
| 1 €                                           | 2 €                                           | Rob kovanca za 2 €                                                  |
|                                               |                                               | Številka 2 z zvezdico, izmenično obrnjena na glavo, skupaj šestkrat |
| Grb San Marina                                | Vladna palača (Palazzo Pubblico)              |                                                                     |
|                                               |                                               |                                                                     |

### 2. serija
| Sanmarinski evrokovanci (2017) – zadnja stran | Sanmarinski evrokovanci (2017) – zadnja stran                         | Sanmarinski evrokovanci (2017) – zadnja stran                       |
| 0,01 €                                        | 0,02 €                                                                | 0,05 €                                                              |
| --------------------------------------------- | --------------------------------------------------------------------- | ------------------------------------------------------------------- |
|                                               |                                                                       |                                                                     |
| Grb San Marina                                | Vrata sv. Frančiška, San Marino                                       | Kapucinska cerkev sv. Kvirina, San Marino                           |
| 0,1 €                                         | 0,2 €                                                                 | 0,5 €                                                               |
|                                               |                                                                       |                                                                     |
| Cerkev sv. Frančiška, San Marino              | Trije sanmarinski stolpi                                              | Portret svetega Marina – detajl slike Emilia Retrosija              |
| 1 €                                           | 2 €                                                                   | Rob kovanca za 2 €                                                  |
|                                               |                                                                       | Številka 2 z zvezdico, izmenično obrnjena na glavo, skupaj šestkrat |
| Drugi stolp La Cesta                          | Portret svetega Marina – detajl slike Giovannija Battiste Urbinellija |                                                                     |
|                                               |                                                                       |                                                                     |